# Camdonia Chelsea Sports Club
El Camdonia Chelsea SC es un equipo de fútbol de San Vicente y las Granadinas que juega en la SVGFF Premier League, la liga de fútbol más importante del país.
Es conocido por ser el primer campeón de la Premier League. También ha sido campeón del Torneo Regional en 7 ocasiones.
A nivel internacional ha participado en 1 torneo continental, en el campeonato de Clubes de la CFU de 1998, donde fue eliminado en cuartos de final por el Caledonia AIA de Trinidad y Tobago.
En la temporada 2019-20 el club quedó en décimo lugar de la tabla y descendió a la segunda categoría. Logró regresar a la máxima categoría en la temporada 2022-23 cuando quedó en segundo lugar de la SVGFF First Division.

## Palmarés
- SVGFF Premier League: 1[3]

1998
- Campeonato de South Leeward: 7[3]

1995, 1996, 1997, 1998, 2000, 2001, 2003

## Participación en competiciones de la CONCACAF
- Campeonato de Clubes de la CFU: 1 aparición

1998 - Cuartos de final